# Віїшоара (Ботошань)
Віїшоара (рум. Viișoara) — село у повіті Ботошані в Румунії. Входить до складу комуни Віїшоара.
Село розташоване на відстані 417 км на північ від Бухареста, 46 км на північ від Ботошань, 128 км на північний захід від Ясс.

## Населення
За даними перепису населення 2002 року у селі проживали 1039 осіб, усі — румуни. Усі жителі села рідною мовою назвали румунську.